# Taylor Mali

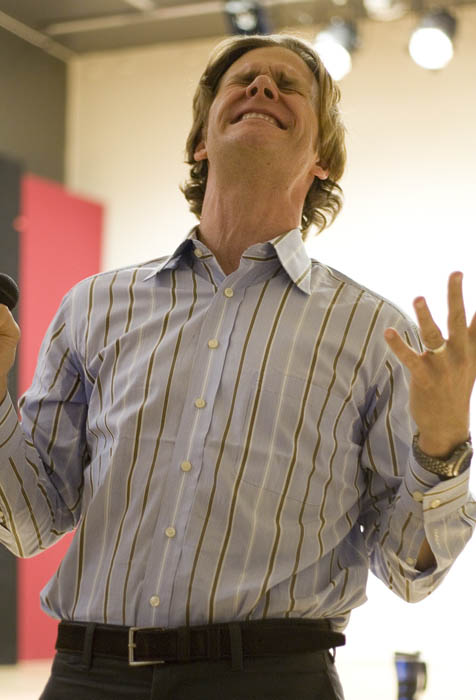
Taylor Mali

Taylor Mali (född 28 mars 1965) är en amerikansk slam poet. Han är född i USA men arbetar över hela världen. Ett av hans mest kända verk är What a teacher makes och Like Lily like Wilson Like. Det mesta av hans poesi är inspirerat av hans tidigare arbete som lärare på high school.

## Böcker
- What Teachers Make: In Praise of the Greatest Job in the World, 2012 - ISBN 978-0399158544
- The Last Time As We Are, 2009 - ISBN 978-0982148839
- What Learning Leaves, 2002 - ISBN 1-887012-17-6